# Andy Starr
Andy Starr (* 21. Oktober 1932 in Combs, Arkansas als Franklin Dellano Gulledge; † 12. September 2003) war ein US-amerikanischer Rockabilly-Musiker und Gitarrist. Starr ist nicht verwandt mit dem gleichnamigen Sänger Andy Starr, der erst Ende der 1950er-Jahre seine Karriere startete.

## Leben

### Kindheit und Jugend
Andy Starr wuchs als Kind italienischer Einwanderer in äußerst ärmlichen Verhältnissen auf. Mit 14 Jahren verließ er die Schule und schlug sich als Hobo durch. Nebenbei verdiente er sich mit seinem Gitarrenspiel etwas dazu. Schon als Kind galt er als relativ aggressiv, als Jugendlicher bedrohte er seinen Lehrer mit einer Pistole. Starr war gerade erst 17 Jahre alt, als der Koreakrieg begann. Er meldete sich freiwillig als Soldat und wurde wenig später an die Front geschickt. Dort gründete er mit einigen Kriegskameraden die Arkansas Plowboys, seine erste Band.

### Karriere
Nach der Entlassung aus der Armee zog Starr nach Kansas, wo er in einer Fabrik arbeitete. Sein Leben war immer noch von Exzessen geprägt. Nachdem er nach Kalifornien gezogen war, gründete er mit seinen Brüdern Bob und Clark erneut die Arkansas Plowboys. Hier nannte er sich erstmals „Frank Starr“, da sein italienischer Name nicht zu seiner Rockabilly-Musik passte. Anfang der 1950er-Jahre verließ er dann die Band und zog nach Texas. Dort spielte er in verschiedenen Bars und Kneipen, da ihn sein Lebensunterhalt nur schwer ernähren konnte. 1955 dann spielte er erstmals im Radio, was von einem Angestellten von Lin Records gehört wurde. Der verschaffte Starr einen Plattenvertrag. Seine erste Platte, Dig Them Squeaky Shoes und The Dirty Bird Song, ebenso wie seine zweite Veröffentlichung, wurden keine Hits, verschafften ihm aber einen guten Start. Starr bekam die Gelegenheit, für die Country-Stars Porter Wagoner und Grandpa Jones einige Titel zu schreiben. 1956 änderte er seinen Künstlernamen dann in „Andy Starr“, da es bereits einen Country-Musik namens Frank Starr gab. Kurze Zeit später wurde er an MGM Records vermittelt, wo er mit Rockin’ Rollin’ Stone seinen größten Erfolg verzeichnen konnte. Weitere Titel von Starr waren unter anderem Old Deacon Jones, Round and Round oder Give Me A Woman. Starr war außerdem ein begabter Gitarrist. Auf seinem Song Rockin' Rollin' Stone spielte er selbst Lead-Gitarre, war als Gitarrist für Ray Smith tätig und teilte 1955 in Gainsville die Bühne mit Elvis Presley.
Während der 1960er-Jahre war Starr bei Kapp Records und Holiday Inn unter Vertrag. Zwischen 1959 und 1965 lebte er in Alaska, wo er einen Club besaß. Danach zog Starr nach Idaho, wo er in einem Sägewerk arbeitete und eine Familie gründete. Er besuchte zudem drei Jahre lang LaSalle University und kandidierte 1974 als Senator für den Bundesstaat Idaho. Obwohl er die Wahlen nicht gewann, trat Starr 1978 sowie 1992 zu den Präsidentschaftskandidaturen an. Musikalisch meldete sich Starr ein Jahr vor seinem Tod mit dem Album Starr Struck zurück. 
Andy Starr verstarb am 12. September 2003 im Alter von 70 Jahren an den Folgen einer Lungenentzündung. Seine Aufnahmen 1955 bis 1963 wurden von Bear Family Records 2003 veröffentlicht. Er wurde in die Rockabilly Hall of Fame aufgenommen.

## Diskografie

### Singles
| 1955                    | Dig Them Squeaky Shoes / The Dirty Bird Song                                        | Lin Records                         |
| 1955                    | Tell Me Why / For The Want Of Your Love                                             | Lin Records                         |
| 1956                    | Rockin' Rollin' Stone / I Wanna Go South                                            | MGM Records                         |
| 1956                    | She's a Going Jessie / Old Deacon Jones                                             | MGM Records                         |
| 1956                    | Round and Round / Give Me A Woman                                                   | MGM Records                         |
| 1957                    | One More Time / No Room For Your Kind                                               | MGM Records                         |
| 1957                    | Do It Right Now / I Waited For You To Remember                                      | Kapp Records                        |
| 1961                    | Evil Eye / Knees Shakin’                                                            | Holiday Inn Records                 |
| 1962                    | Little Bitty Feeling / Lost In A Dream                                              | Holiday Inn Records                 |
| 1963                    | Me and The Fool / Pledge Of Love                                                    | Lin Records                         |
| Unveröffentlichte Titel |                                                                                     |                                     |
|                         | - Do It Right - Rockin' & Reelin' Country Style - Love Is A Simple Thing - Loverman | Lin Records (nicht veröffentlicht)  |
|                         | - I'm Seeing Things (I Shouldn't See) - Somali Dolly                                | Kapp Records (nicht veröffentlicht) |

### Alben
- 19??: The Idaho State Penitentiary
- 1981: US Rockabilly (Frankreich, mit Conway Twitty und Marvin Rainwater)
- 1995: Dig Them Squeaky Shoes (Bear Family)